# Штросмайер, Йосип Юрай
Йосип Юрай Штросмайер (хорв. Josip Juraj Štrosmajer, нем. Joseph Georg Strossmayer; 4 февраля 1815, Осиек — Хорватия, 8 апреля 1905, Джяково) — хорватский (австро-венгерский) католический епископ, теолог, меценат, политический и общественный деятель, выступавший с позиций хорватского национализма и панславизма. В ходе Ватиканского собора в 1870 году выступал против провозглашения догмата о папской непогрешимости.

## Биография
Сын хорватского офицера-граничара. Его прадед был немцем из Верхней Австрии (переселился в Осиек и женился на хорватке). Среднее образование Йосип Штросмайер получил в родном Осиеке, духовное — в Вене. 
Будучи в 1849—1859 годах придворным капелланом, Штросмайер активно поддерживал мятежного хорватского бана Елачича, защищая его личность и дело перед австрийским двором в Вене и в Иннсбруке. 
В 1859 году послал папе Пию IX письмо, в котором предлагал возродить славянское (кирилло-мефодиевское) богослужение во всех хорватских епархиях, а также ввести изучение глаголицы в семинариях Далмации. Как политик Штросмайер выступал за федерализацию Австрии и максимальную автономию Хорватии, при этом был сторонником югославизма, выступал за объединение южно-славянских народов в единую федерацию. Начиная с 1860 года, в течение 13 лет был лидером Народной партии (1860—1873).
При посредничестве Штросмайера, в 1866 году был заключён конкордат между Ватиканом и Черногорией. Он же содействовал конкордату России с Ватиканом. В 1869—70 на Ватиканском соборе Штросмайер вначале выступил против догмата о непогрешимости папы, но затем подчинился мнению большинства.
Епископ Штросмайер Основал Югославянскую академию наук и искусств в Загребе (1867) и Хорватский университет в Загребе (1874).
В 1910 году Штросмайеру было присвоено звание почётного гражданина города Загреба.
В честь Штросмайера названы улицы в Загребе и во многих других хорватских городах.
Его имя также носит Университет имени Йосипа Юрая Штросмайера в городе Осиек.

## Работы
- A. Špitelak (Hrsg.), Reden, Vorschläge und Erklärungen auf dem Vatikanischen Konzil, Zagreb 1929
- F. Šišić (Hrsg.), Korespondencija Raški-Štosmajer, 4 t., Zagreb 1928—1931
- F. Šišić, Josip Juraj Štrosmajer, Dokumenti i korespondencija, I, Zagreb 1933